# Carpe diem

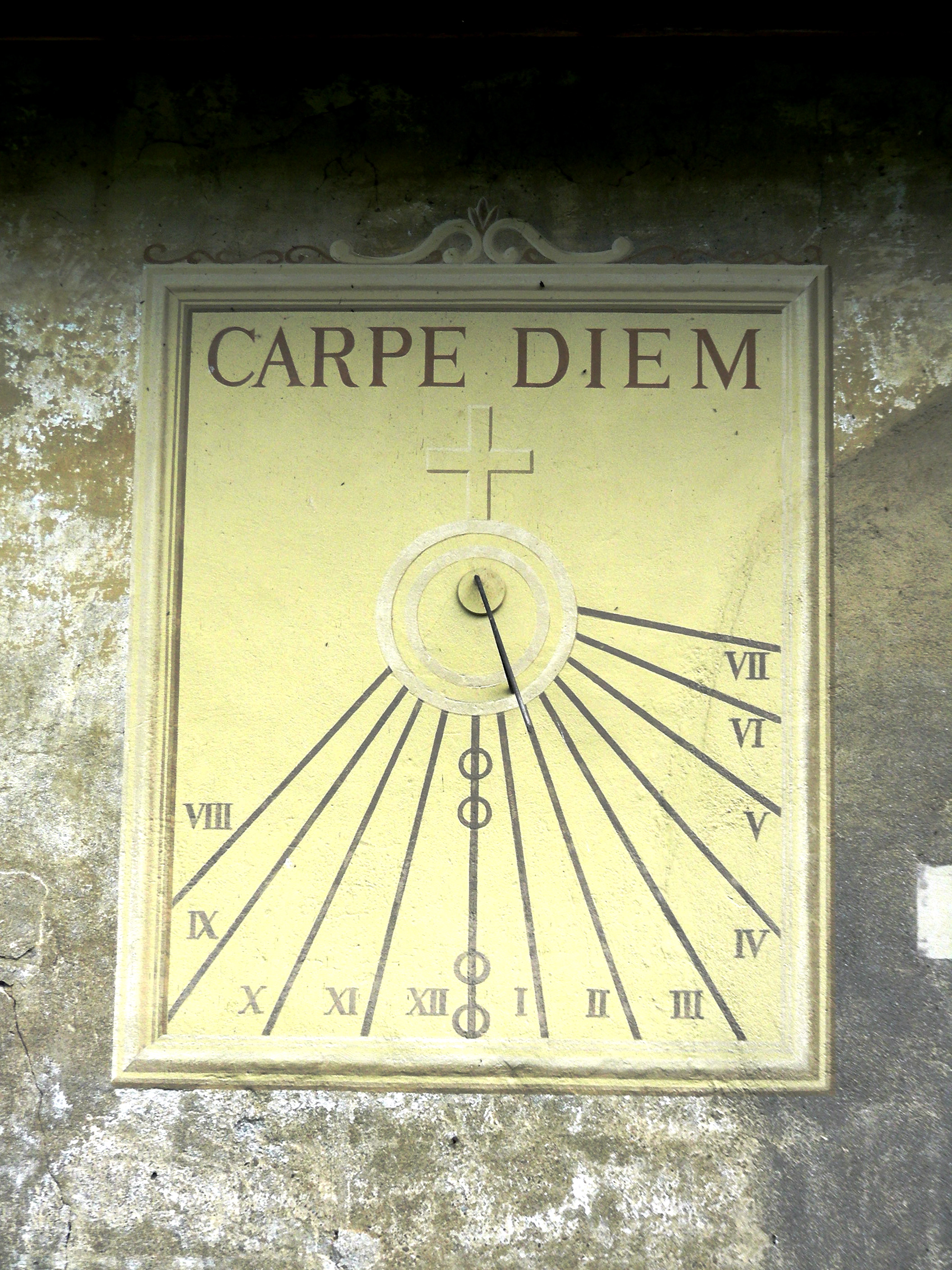
Un ceas solar cu inscripția Carpe diem.

Carpe diem este o expresie dintr-un poem latin scris de Horațiu, ce a devenit în timp un aforism. Popular, expresia este tradusă ca „Trăiește clipa!”. Literal carpe înseamnă „a alege, a selecta, a culege, a strange, a aduna”, dar Horațiu a folosit cuvântul în sensul de „a se bucura, a apuca, folosire, a face uz de”. Îndemnul „Trăiește clipa!” este foarte larg interpretabil, dar aceasta și din cauza traducerii imperfecte.
Literar, această expresie face parte din versetul „Carpe diem, quam minimum credula postero”, în traducere: „Trăiește clipa de azi și fii cât mai puțin încrezător în ziua de mâine” (Ode I, 11, 8).